# Червоне (Мелітопольський район)
Червоне́ —  село в Україні, у Якимівській селищній громаді Мелітопольського району Запорізької області. Населення становить 135 осіб. До 2017 орган місцевого самоврядування - Розівська сільська рада.

## Географія
Село Червоне знаходиться на відстані 2,5 км від села Розівка. Поруч протікає Каховський магістральний канал. Поруч проходить автомобільна дорога М18 (E105). В селі всього лише одна вулиця (Привольная) протяжністю близько 1.5 км.

## Населення

### Мова
Розподіл населення за рідною мовою за даними перепису 2001 року:
| Мова       | Кількість | Відсоток |
| ---------- | --------- | -------- |
| українська | 92        | 68.15%   |
| російська  | 43        | 31.85%   |
| Усього     | 135       | 100%     |

## Історія
7 (20) листопада 1917 року, відповідно до Третього Універсалу Української Центральної Ради, увійшло до складу Української Народної Республіки.
Колись село було оточене безліччю фруктових садів і плантацій ефіроолійних троянд. Ще раніше в селі перебували ферма, лазня, клуб, 2 ставки, але з часом як і скрізь, після розпаду СРСР все це припинило своє існування.
Зараз у селі знаходиться фермерське господарство «Агролюкс». Головний офіс компанії знаходиться у місті Мелітополь.
12 червня 2020 року, відповідно до розпорядження Кабінету Міністрів України № 713-р «Про визначення адміністративних центрів та затвердження територій територіальних громад Запорізької області», увійшло до складу Якимівської селищної громади.
19 липня 2020 року, в результаті адміністративно-територіальної реформи та ліквідації Якимівського району, село увійшло до складу Мелітопольського району.
Село тимчасово окуповане російськими військами 24 лютого 2022 року.
22 червня 2023 року рішенням Національної комісії зі стандартів державної мови віднесено до списку населених пунктів, які «можуть не відповідати лексичним нормам української мови», зокрема стосуватися «російської імперської чи колоніальної політики». Громаді рекомендовано обґрунтувати доцільність збереження поточної назви або запропонувати нову назву в установленому законодавством порядку.